# Wahlenheim
Wahlenheim – miejscowość i gmina we Francji, w regionie Grand Est, w departamencie Dolny Ren.
Według danych na rok 1990 gminę zamieszkiwało 368 osób, a gęstość zaludnienia wynosiła 144 osób/km² (wśród 903 gmin Alzacji Wahlenheim plasuje się na 546. miejscu pod względem liczby ludności, natomiast pod względem powierzchni na miejscu 638.).